# Valon (Alier)
Vallon-en-Sully és un municipi francès situat al departament de l'Alier i a la regió d'Alvèrnia-Roine-Alps.